# Кушерець Василь Іванович
Кушерець Василь Іванович — український філософ, член-кореспондент Національної академії педагогічних наук України, доктор філософських наук, професор, Заслужений діяч науки і техніки України, голова правління Товариства «Знання» України, президент Університету сучасних знань.

## Життєпис

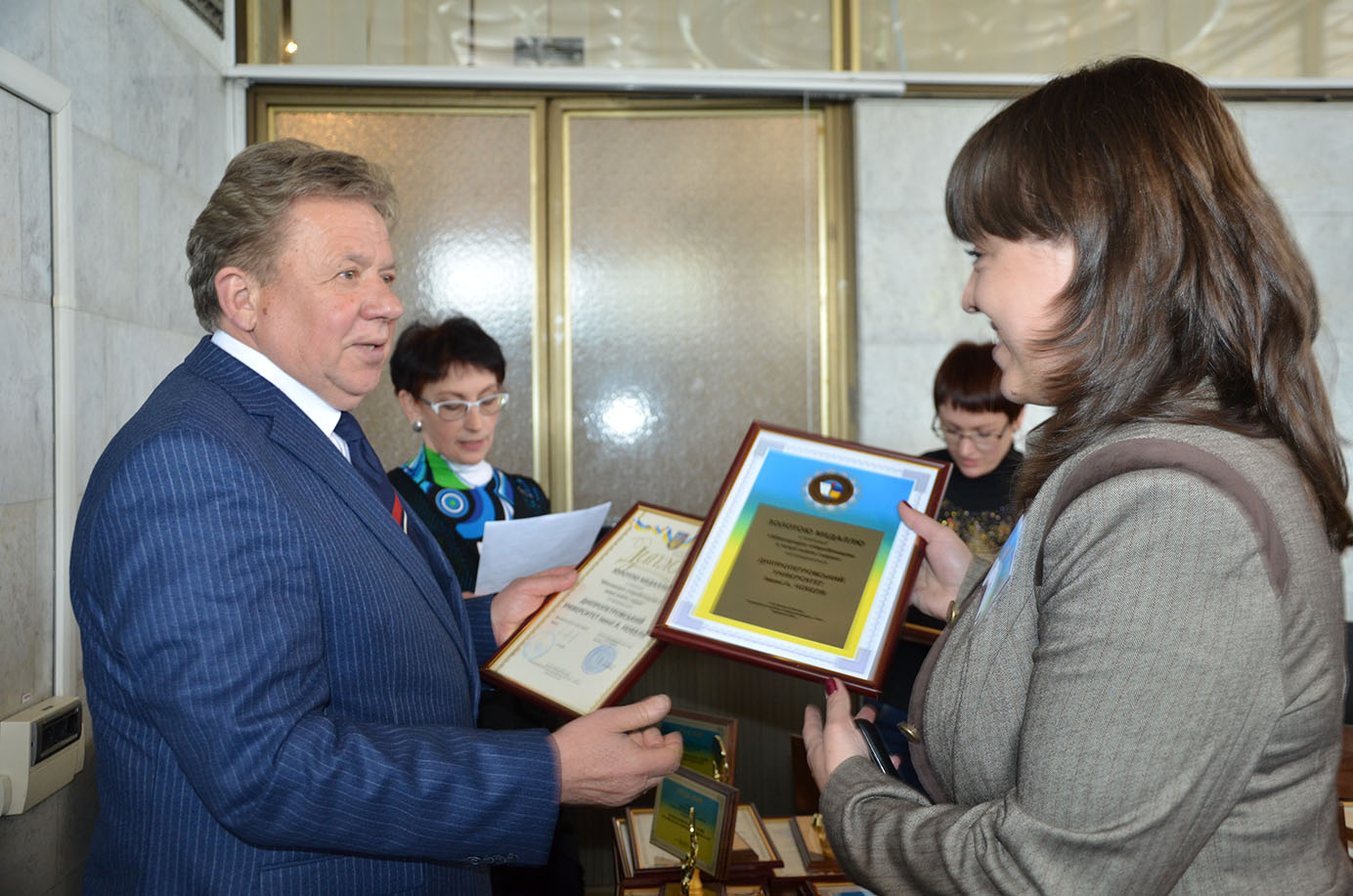
Василь Кушерець на урочистому відкритті Двадцять сьомої міжнародної виставки «Освіта та кар'єра — 2015»

Кушерець Василь Іванович народився 1 лютого 1948 року в місті Орджонікідзе, Дніпропетровської області.
Сім'я: дружина - Кушерець Лідія Миколаївна, донька - Кушерець Дарина Василівна
У 1967 році закінчив з відзнакою Марганецький гірничий технікум. Після закінчення технікуму працював у місті Нижньому Тагілі Свердловської області, служив у лавах військово-морського флоту СРСР — секретар комітету комсомолу корабля.
У 1976 році закінчив з відзнакою Київський державний університет імені Т. Г. Шевченка, у 1979 — аспірантуру (достроково).
Протягом 1979—1984 років — викладач, старший викладач філософського факультету Київського державного університету, керівник соціологічної лабораторії КДУ, секретар спілки інтернаціональної дружби Київського університету.
У 1980 році ініціював створення першої в Україні кафедри соціології — кафедри галузевої соціології КДУ. Керував проектом з вивчення лекційної пропаганди та інформаційної діяльності.
У 1981 році захистив кандидатську, а у 2003 році — докторську дисертації.
З 1984 року по 1989 рік — консультант Будинку політичного просвітництва ЦК Компартії України, консультант ЦК КПУ.
У 1988 році обґрунтував необхідність створення Центру з вивчення суспільної думки ЦК Компартії України. Як інституція, вона вперше почала функціонувати в Радянському Союзі.
З 1990 року — заступник Центру з вивчення суспільної думки ЦК КПУ.
З 1999 року — голова правління Товариства «Знання» України, з 2002 року — президент Університету сучасних знань.
У 2003 році ініціатор і засновник Міждержавного інституту українсько-казахстанських відносин ім. Нурсултана Назарбаєва.

## Світогляд
У статті «Дорогою знань», опублікованій в «Урядовому кур'єрі» № 163, 1 вересня 2004 року, Василь Іванович зазначив:
|                    | Сучасне переосмислення історії розвитку людства спонукає трактувати його як історію поширення знань. При цьому йдеться насамперед про поширення знань наукових – тобто таких, які спираються на факти, достовірну інформацію та її осмислення, узагальнюють людський досвід та здобутки культури. Нині ми говоримо про нову роль знання як стратегічного ресурсу суспільства. Нова роль знання полягає не лише в тому, що воно нині виступає стратегічним ресурсом, а й у тому, що стає безпосереднім джерелом енергії. Адже знання – це інформація, яка є імпульсом для приведення в дію надзвичайно потужних систем. Потреби сьогодення істотно змінюють «пароль» цивілізації. Гасло «Знання – це сила», світло, просвіта, розум, прогрес – поступається місцем іншій формулі – «морально усвідомлене знання», знання як спосіб розв’язання проблем гуманними засобами. |
| — Василь Кушерець, | |

## Наукові праці
Автор і співавтор більше 300 наукових і науково-популярних праць.

### Напрями дослідження
Проблеми вивчення і формування суспільної думки:
- «Формирование общественного мнения» (1985),
- «Компетентность общественного мнения как воли народа» (1988);

Когнітологія і епістемологія:
- «Знання як стратегічний ресурс суспільних трансформацій» – — Київ: «Знания» України, 2004. — 247 с. ISBN 966-7999-59-9 I
- «Библия — современная наука» (2005);

Філософія історії:
- «Парадоксы истории в контексте библии и других первокниг» (2005),
- «Программа спасения» (2010),
- «Сотворение мира» (2011);

Просвітництво і герменевтика:
- «От общества „Знания“ к обществу знаний» (2009),
- «Образование взрослых: философия неувядаемого века человека» (2007).

### Автор підручників та навчальних посібників
- «Общественное мнение» (1999),
- «Антропология права» (2011),
- «Социальная психология организаций и управления».

### Книги[8]
- Кто мы в истории?[9]
- Самоцвіт України — Іван Пулюй: До 170-річчя від дня народження[10]
- Навчання для всіх. В усьому світі впродовж усього життя. Освітянсько-просвітницька роль Товариства «Знання» України в розвитку освіти дорослих[11].
- Людина і цивілізація в контексті Біблії та інших Першокниг[12]
- Парадоксы исторической науки[13]
- Библия и будущее науки[14]
- Біблія та майбутнє науки[15]- Київ: «Знания» України, 2009. — 163 с. — ISBN 978-966-618-259-6
- Парадокси історії в контексті біблії[16]
- Программа спасения (Библия в современном представлении)[17] — Київ: «Знания» України, 2010. — 287 с. — ISBN 978-966-618-262-6
- Програма Спасіння (Біблія в сучасному представленні)[18]
- Антропологія права[19]
- Посткласична історія (Вузлові моменти)[20]
- Через терни — до України[21]- Київ: «Знания» України, 2006. — 152 с. — ISBN 966-316-136-1
- Альтернативная история (сакральный подход)[22]- Київ: «Знания» України, 2013. — 275 с. — ISBN 978-966-618-272-5
- Людина, яка випереджає час[23]
- Славянский мир: Место и роль Украины[24]
- Шевченко — проти сучасної імперії[25]
- Завжди сучасний Тарас Шевченко в просторі та часі[26][27]
- Шевченко — проти сучасної імперії[28]
- Тарас Шевченко — на всі часи — Київ: «Знания» України, 2006. — 363 с. — ISBN 978-966-316-353-6
- Україна понад усе. Час для України жити[29]- Київ: «Знания» України, 2018. — 139 с. — ISBN 978-966-316-423-6

## Нагороди
- Орден «За заслуги» III ступеня (2018)[30],
- Медаль «За воинскую доблесть» (1970),
- Знак «Відмінник освіти України» (2004),
- Золота медаль «Ушинський К. Д.» Національної академії педагогічних наук України (2008),
- Заслужений діяч науки і техніки України, Указ Президента України від 18 серпня 2009 року № 619,
- Медаль «Григорій Сковорода» Національної академії педагогічних наук України (2012),
- Орден Української православної церкви «Святителя Нестора Летописца» (2008),
- Орден Української православної церкви «Святителя Дмитрия Ростовского» (2012),
- Почесна грамота Верховної Ради України (2013),
- Всеукраїнська літературно-мистецька премія «Київська книга року».